# Bengt Söderström (mikrobiolog)
Bengt Söderström, född 1946, är en svensk mikrobiolog. Han disputerade 1978 vid Lunds universitet där han senare blivit professor i mikrobiologisk ekologi. Han blev ledamot av Vetenskapsakademien 1997.